# Élections législatives françaises de 1799
Les élections législatives françaises de 1799 ont lieu les 20 et 27 germinal an VII (9 et 16 avril 1799). Ce sont les dernières élections sous le Directoire mais également les dernières élections législatives libres avant 1815.
1/3 des sièges du Conseil des Cinq-Cents et du Conseil des Anciens doit être pourvue, ainsi que les sièges vacants. L'élection se déroule au suffrage censitaire, conformément à la constitution de l'an III.

## Le contexte politique
Après le coup d'État du 22 floréal an VI (11 mai 1798), la minorité jacobine, emmenée par Jean-Antoine Marbot et Jean-Baptiste Jourdan, harcèle le Directoire, avec l'appui ponctuel de députés directoriaux excédés par les empiètements de l'exécutif. L'opposition se renforce quand la situation militaire se détériore. En messidor, ils parviennent à constituer une majorité aux Cinq-Cents pour refuser au Directoire de compléter le tribunal de cassation, même si les Anciens lui votent cette prérogative,.
Après la perte de l'Italie, le ministre de la Guerre, Barthélemy Louis Joseph Schérer, est accusé d'avoir profité des marchés d'État et traduit devant une commission d'enquête. À cette occasion, Lucien Bonaparte s'affirme comme le chef de file des opposants de gauche, même s'il n'est pas lui-même réellement jacobin,.
Dans ce contexte, le Directoire n'ose pas organiser le même système de contrôle et de pression qu'en l'an VI. S'il envoie aux commissaires des consignes visant à favoriser l'élection des candidats agréés par le gouvernement, il tente de jouer la carte de l'apaisement et de la continuité. Quand le ministre de l'Intérieur, Nicolas François de Neufchâteau, appelle, dans sa circulaire du 14 ventôse an VII, les possédants à repousser « les assassins portant la pique surmontée de la tête ensanglantée de Féraud » et à « abattre l'hydre à deux têtes, l'infâme royalisme et le vil terrorisme », les Conseils condamnent cette « intervention inadmissible et attentatoire »,.

## L'élection
Lors des opérations électorales, 27 départements connaissent des scissions, contre 25 en l'an VI, et les assemblées sont moins troublées qu'en l'an VI. La participation chute à 11,5 % au niveau national, contre 20 % en 1798 ; elle tombe de 30  à 15 % en Alsace. Sur les 79 sortants recommandés par le gouvernement, 43 sont battus. C'est également le cas de 39 des 64 nouveaux candidats officiels. Par ailleurs, sur 44 candidats recommandés par l'un ou l'autre des directeurs, seuls 6 sont élus,.
Contrairement au 22 floréal an VI, les Conseils valident les assemblées majoritaires (les « assemblées-mères »), dans les départements qui ont connu une scission, sauf dans les Deux-Nèthes (où les élections sont annulées) et dans les Bouches-du-Rhône, où de nombreuses irrégularités avaient été constatées dans les deux assemblées. Les Anciens font traîner les opérations de validation, qui ne sont toujours pas achevées, lors du coup d'État du 18 brumaire,.
Si cette défaite des directoriaux fait croire abusivement à une victoire des jacobins, les nouveaux élus ayant des opinions très différentes, en dehors de leur opposition du Directoire,. Ces élections sont suivies par le coup d'État du 30 prairial an VII (18 juin 1799).

## Résultats
Selon l'historien Jean-Clément Martin, aucun groupe ne sort vainqueur des élections : les élus se répartissent à peu près à part égale entre néo-jacobins, anciens robespierristes ou hébertistes ; républicains « révisionnistes », souhaitant changer le régime ; républicains gouvernementaux, partisans du système en place ; et les indéterminés. Cependant, le rapprochement opéré par les révisionnistes vis-à-vis des néo-jacobins donne à ceux-ci un poids déterminant au lendemain de l'élection.
|       |                |      |       |        |     |
| Parti | Parti          | Voix | %     | Sièges | +/- |
|       | Montagnards    |      | 48,00 | 240    | 134 |
|       | Clichyens      |      | 25,00 | 150    | Nv. |
|       | Royalistes     |      | 16,00 | 80     | Nv. |
|       | Extrême-Gauche |      | 6,00  | 30     | Nv. |
|       |                |      |       |        |     |
| Total | Total          |      | 100   | 500    | 350 |